# سرخة
سرخة (بالفارسية: سرخه) هي معلم جغرافي تقع في إيران في Central District. يقدر عدد سكانها بـ 9,062 نسمة .

## أعلام
- حسن روحاني